# Дуимо IV Франгепан
Дуимо/Дуим IV Франгепан IV (на немски: Duimo IV Frangepan-Veglia; † сл. 14 юни 1487) е унгарски благородник от стария хърватски род Франкопан/Франгепан и граф на Веглия (Крък) в Далмация.
Той е петият син на граф Никола/Миклóш IV Франгепан, граф на Веглия, бан на Хърватия и Далмация († 26 юни 1432) и съпругата му Доротея Горянска, дъщеря на граф Никола Горянски († 1386), палатин, бан на Мачва, главен зупан на Братислава. Потомък е на граф Дуим от Веглия († пр. 1163).
Най-малкият му брат Истван II Франгепан, граф на Веглия и Модрус († сл. 1481) е бан на Харватия.

## Фамилия
Дуимо IV Франгепан се жени пр. 24 юни 1457 г. за Барбара фон Шаунберг († сл. 1492), дъщеря на граф Йохан I фон Шаунберг († 1453) и Анна фон Петау, наследничка на Фридау, Анкерщайн и Розег († 1465). Те имат децата:
- Анна Франгепан (* ок. 1458; † 1498), омъжена на 30 юни 1469 г. в Св. Файт в Пфлаум (Риека) за  Панкрациус/Панкрац II фон Ауершперг (* 24 февруари 1441; † 16 април 1496), син на Енгелхард I фон Ауершперг (1404 – 1466), главен кемерер в Каринтия и Виндише Марк, и Схоластика фон Кьонигсберг († 1466)
- Михáли Франгепан де Слуи († сл. 27 юни 1514), женен за Борбала Розгони де Розгони († сл. 27 юни 1514); имат пет деца
- Доротея Франгепан